# 지노정
지노정(ちの町)은 나가노현 스와군에 있던 정이다. 현재의 지노시에 해당한다.

## 역사
- 1889년 4월 1일 - 정촌제 시행에 수반해 에메이촌이 단독으로 자치체를 형성하였다.
- 1948년 5월 3일 - 정으로 승격해 지노정으로 개칭되었다.
- 1955년 2월 1일 - 미야가와촌, 가나자와촌, 다마가와촌, 도요히라촌, 이즈미노촌, 기타야마촌, 고히가시촌, 요네자와촌과 합병해, 새로운 지노정이 성립하여, 동일 지노정은 폐지되었다.

## 교통

### 철도
- 일본국유철도
  - 주오 본선

### 도로
- 국도 제20호선

## 참고문헌
- 角川日本地名大辞典 20 長野県
- 竹村美幸、伊藤岩廣、細田貴助 （ちの町史刊行会）『ちの町史』株式会社中央企画、1995年3月。 NCID BN13883330。